# Bretstein
Bretstein est une ancienne commune autrichienne du district de Murtal en Styrie. Le 1er janvier 2015 les communes de Bretstein, Oberzeiring, Sankt Johann am Tauern et Sankt Oswald-Möderbrugg fusionnèrent pour former le bourg de Pölstal.